# (23884) Karenharvey
(23884) Karenharvey est un astéroïde de la ceinture principale.

## Description
(23884) Karenharvey est un astéroïde de la ceinture principale. Il fut découvert le 20 septembre 1998 à l'observatoire Goodricke-Pigott par Roy A. Tucker. Il présente une orbite caractérisée par un demi-grand axe de 2,54 UA, une excentricité de 0,14 et une inclinaison de 14,6° par rapport à l'écliptique.

## Compléments